# Huize Triest - Gemeenschapshuis Tabor

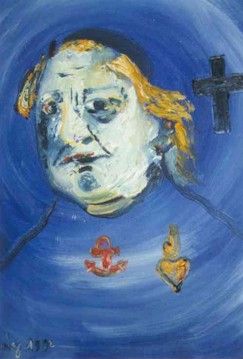
Portret van kanunnik Petrus Jozef Triest, stichter van de Broeders van Liefde, door Ruth Rogiers, bewaard in Huize Triest.

Huize Triest is een initiatief van de Broeders van Liefde voor opvang en begeleiding van dak- en thuislozen in Gent.
Het opvangtehuis werd in 1986 als Huize Triest opgericht. De huidige naam dateert van 2004. Het gaat om een initiatief dat geleid wordt door de Congregatie van de Broeders van Liefde en valt binnen VZW Projecten De Broeders Van Liefde. Er wordt gezorgd voor:
- Acute nachtopvang met logiesmogelijkheid van 25 bedden. Dit gebeurt in samenwerking met de stad Gent, het OCMW en de Centra voor Algemeen Welzijn (CAW).
- Het Project 'Kortdurend Wonen': Begeleid wonen voor dakloze gezinnen, met en zonder papieren (1 huis en 1 studio).

Tussen 2006 en 2013 steeg het aantal personen dat op de diensten van het opvanghuis een beroep deed van 60 per week tot 1000 per week.